# Kelurahan Menteng Dalam
Kelurahan Menteng Dalam är en administrativ by i Indonesien.   Den ligger i provinsen Jakarta, i den västra delen av landet. Huvudstaden Jakarta ligger i Kelurahan Menteng Dalam.